# Therese Chromik
Therese Chromik (ur. 16 października 1943 w Legnicy) – niemiecka poetka, pisarka i tłumacz.

## Życiorys
Resi Rieffert (później Therese Chromik) urodziła się 16 października 1943 roku w Legnicy. Po ucieczce w 1945 roku z Legnicy zamieszkała na Lüneburger Heide. Od 1964 roku studiowała filozofię, germanistykę, geografię i sztukę w Marburgu i Kilonii, a od 1970 roku uczyła w gimnazjum w Kilonii i Husum.
W 1970 roku poślubiła dr Christiana Chromika i została matką dwóch synów Marcusa i Ansgara. Owdowiała w 1979 roku.
Od 1980 prowadziła warsztaty pisarskie dla uczniów, których celem było nauczenie „kreatywnego pisania”, jak również seminaria pisarskie dla młodych autorów. W wyniku tej działalności powstały liczne publikacje i wykłady na wydziale edukacji uniwersytetu w Kilonii o kreatywnym pisaniu.
Jako specjalista języka niemieckiego w Instytucie Praktyki i Teorii kształciła przyszłych nauczycieli. Była zastępcą dyrektora w Ministerstwie Kultury, członkiem jury ogólnokrajowego konkursu „Uczniowie piszą”. Od 2000 do 2007 roku była dyrektorem szkoły Theodor-Storm-Schule w Husum. W lecie 2008 roku była wykładowcą literatury i kreatywnego pisania w JuniorAkademie. w St. Peter Ording.
W 2011 roku doktoryzowała się na Uniwersytecie Wrocławskim. Od 1983 roku publikuje własną lirykę i prozę w różnych wydawnictwach. W 1984 roku została współwydawcą rocznika Euterpe (tom 2-11) i różnych antologii.

## O twórczości
Dr Therese Chromik jest przede wszystkim poetką, pisze również prozę, narracje i opowiadania. Kilka tomów swoich dzieł ilustrowała sama. Do kilku jej poematów napisała muzykę Edith Hamer. Jest członkiem wielu towarzystw literackich. Liczne jej poematy zostały przetłumaczone na inne języki.
Na język polski zostały przetłumaczone Der Himmel über mir i Das schöne Prinzip i zostały wydane we Wrocławiu odpowiednio pt. Niebo nade mną i Piękna zasada.

## Publikacje
- Unterwegs. Gedichte mit eigenen Grafiken. Mit Interpretation von Erich Trunz,1983, 3.Aufl. Hohenwestedt 1990, ISBN 3-924256-40-3.
- Schlüsselworte. Gedichte. Kiel 1984, ISBN 3-924723-00-1.
- Lichtblicke. Gedichte und Geschichten. Kiel 1985, ISBN 3-924723-05-2.
- Flugschatten. Gedichte und Prosagedichte. Husum 1987, 2. Aufl. 1995, ISBN 3-88042-399-7.
- Stachelblüte. Gedichte und Kurzprosa. Mit Vertonungen von Edith Hamer. Husum 1990, ISBN 3-88042-515-9.
- Als es zurückkam, das Paradies. Ein Zyklus. Husum 1992, ISBN 3-88042-624-4.
- Holzkopftexte. Kurzprosa mit eigenen Grafiken. Hohenwestedt/ Nordstrand 1993, ISBN 3-924256-49-7.
- Kores Gesang. Gedichte. Würzburg 1997, ISBN 3-87057-221-3.
- Wir Planetenkinder. Gedichte. Würzburg 2000, ISBN 3-87057-237-X.
- Der Himmel über mir. Gedichte. Husum 2003, ISBN 3-89876-097-9.
- Niebo nade mną (polski przekład „Der Himmel über mir”), Wiersze, Wrocław 2008, ISBN 978-83-7432-426-7.
- Das schöne Prinzip. Gedichte. 2006, ISBN 3-89876-273-4.
- Piękna zasada (polski przekład „Das schöne Prinzip”), Wiersze, Wrocław 2007, ISBN 978-83-7432-290-4.
- Da ich ein Kind war. Geschichten. Würzburg 2008, ISBN 3-87057-303-1.
- Franziska zu Reventlow. Wenn ich nur lieben kann. Kiel 2009, ISBN 978-3-88312-415-5.
- Ich will glauben, es sei Sommer. Gedichte. Verlag Ralf Liebe, Weilerswist 2010, ISBN 978-3-941037-50-2.
- Chcę wierzyć, że jest lato (polski przekład „Ich will glauben, es sei Sommer), Wrocław 2016. ISBN 978-83-7977-236-0

## Wyróżnienia i nagrody
- Landespreis der GEDOK
- Andreas-Gryphius-Förderpreis
- VS-Reisestipendium des Auswärtigen Amtes
- Preis der GEDOK Rhein-Main-Taunus
- Stipendium des Künstlerhauses Edenkoben